# Rivellia aequifera
Rivellia aequifera är en tvåvingeart som först beskrevs av Walker 1862.  Rivellia aequifera ingår i släktet Rivellia och familjen bredmunsflugor. Inga underarter finns listade i Catalogue of Life.